# Visuellflygning

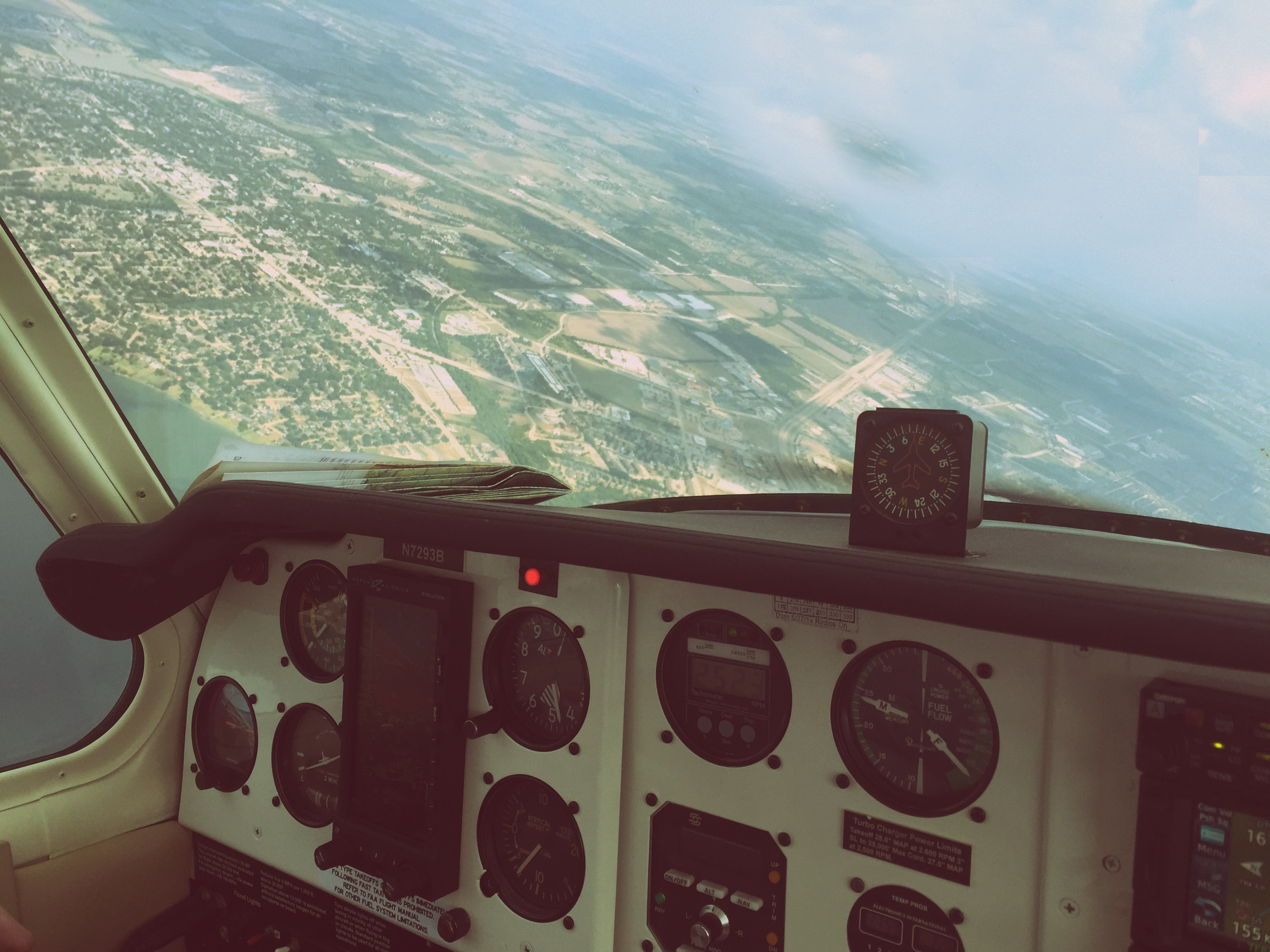
Visuellflygning

Visuellflygning är flygning som genomförs enbart med visuell uppsikt över planets yttre omgivning, utan hjälp av information från de instrument som finns ombord. Visuellflygning kräver att piloten har fri sikt utåt från flygfarkosten och kan kontrollera flygplanets höjd, navigera och undvika hinder och andra flygfarkoster.
Visuellflygning utövas under olika meteorologiska förhållanden och när sikten är tillräckligt bra att piloten har visuella referenser för manövrering där instrumentflygning inte är nödvändig. Visuellflygning används bland annat militärt vid daguppdrag (dagflygning), exempelvis dagjakt (jämte nattjakt).

## Visuellflygregler
Visuellflygregler eller visuella flygregler (förkortat VFR, engelska: visual flight rules) kallas det regelverk inom luftfarten som reglerar hur flygtrafik skall utövas under visuellflygning.